# きんてつ鉄道まつり
「きんてつ鉄道まつり」（きんてつてつどうまつり）とは、近畿日本鉄道（近鉄）の主催による鉄道イベントである。
本項では2020年に開始し、2022年まで開催された「きんてつオンライン鉄道まつり」についても記述する。

## 概要
会場を2ヶ所とし、かつ年2回開催となった2003年以降、2015年までは例年春に塩浜検修車庫、秋に五位堂検修車庫（2012年より2019年までおよび2024年は高安車庫もサブ会場としてメイン会場の五位堂と同時開催）で開催されていたが、2016年以降は両会場ともに秋の開催となった。なお2017年の開催では五位堂/高安での10月29日の開催は台風22号の接近により中止となり、28日のみの開催となった。2018年以降も基本的にはこの開催日程を踏襲しているが、2023年に限り、両会場ともに1日ずつの限定で、春の開催が復活した。
しかし、2024年の開催より、2003年から2015年までと同様の「春は塩浜・秋は五位堂」での開催に戻した。なお同年の春の塩浜開催のみ、白塚車庫をサブ会場としていた。
2020年から2021年までは、新型コロナウイルスによる感染拡大を受けて、会場での開催は中止となったものの、この2年間は代替に「きんてつオンライン鉄道まつり」を、近鉄公式YouTubeチャンネル内にて開催した。なお、「きんてつオンライン鉄道まつり」は、会場開催の「きんてつ鉄道まつり」が再開された2022年にも同じく近鉄公式YouTube上で実施された（これまで入場制限を実施していなかった会場開催がこの年のみインターネットによる先着順の事前予約制となり、塩浜が1日4,000人<合計8,000人>まで、五位堂が1日8,000人<合計16,000人>までの入場制限が発生したことで、会場に入れなかった鉄道ファンを救済する目的もあった）。「きんてつオンライン鉄道まつり」の開催期間は2020年分が約50日間の開催で、2021年分と会場開催の再開した2022年分は約2ヶ月間の開催であった。
会場開催の場合、わずか1日のみの開催が多い他の鉄道事業者の同種のイベントとは異なり、2010年以降両会場で2日間（土曜日・日曜日）ずつ開催されている。

## きんてつ鉄道まつり in 塩浜

### 主な開催イベント
- 近鉄を代表する車両・保線車両・電気検測車両などの展示
  - 2003年（平成15年）開催時にはシリーズ21（5820系5852F）も展示され、同時に名古屋線に初入線となった。
- 車両床下探検
- 鉄道模型走行会
- 車両と綱引き
- これで君も運転士
- 駅員さんに変身
- 車掌さんに挑戦
- 鉄道関連商品の販売

### 2007年以降の塩浜（白塚）開催日
- 2007年（平成19年）4月15日
- 2008年（平成20年）4月13日
- 2009年（平成21年）4月26日
- 2010年（平成22年）4月24・25日
- 2011年（平成23年）4月23・24日
  - 「塩浜 鉄道ふれ愛感謝デー」として開催。同年3月11日に発生した東北地方太平洋沖地震（東日本大震災）被災地への募金活動も行われた[11]。
- 2012年（平成24年）5月26・27日[12]（10周年として開催）
  - イベント当日には鉄道アイドル斉藤雪乃のトークショーなどが行われた[13]。
- 2013年（平成25年）5月12・13日
- 2014年（平成26年）4月12・13日
- 2015年（平成27年）4月11・12日
- 2016年（平成28年）11月12・13日
- 2017年（平成29年）11月11・12日
- 2018年（平成30年）11月10・11日
- 2019年（令和元年）11月2・3日
- 2022年（令和4年）11月5・6日[9]
- 2023年（令和5年）
  - 春開催 5月13日[5]
  - 秋開催 11月11・12日[14]
- 2024年（令和6年）4月20・21日[6]
  - この年に限り、例年の塩浜に加えて、サブ会場として白塚車庫でも開催されていた[6]。
- 2025年（令和7年）5月17・18日[15]

## きんてつ鉄道まつり in 五位堂

### 主な開催イベント
- あなたも運転士！「出発進行!!」
- あなたも車掌！「扉よし!!」
- きんてつ車両写真撮影会
  - 近鉄線各地で走行する車両が展示される。
  - 2008年（平成20年）開催時には阪神1000系電車も展示された。
  - 2015年（平成27年）開催時には阪神9000系電車「Yellow Magic トレイン」も展示された。
  - 2023年（令和5年）開催時には2012年以来の近鉄21020系電車を展示[16]
- 車両機器の実演・展示
- 40tクレーンの実演
- ミニ近鉄電車体験
- 電車と綱引き
- 鉄道部品即売会
- 軽食・弁当・飲料等の販売・縁日
- 床下ピット探検隊
- 3000系更新後（2012年開催より）・18400系復刻塗装（2014年開催より）の先頭部カットモデルの展示・乗務員室公開

### 2007年以降の五位堂（高安）開催日
- 2007年（平成19年）10月8日
- 2008年（平成20年）10月13日
- 2009年（平成21年）10月11日
- 2010年（平成22年）11月13日・14日
- 2011年（平成23年）11月12日・13日[17]
- 2012年（平成24年）11月10日・11日
  - 2012年以降は五位堂検修車庫に加え、高安車庫でも開催されるようになった。また同日は利便性を図るため、開催時間帯には高安駅に急行が臨時停車した[18]。
- 2013年（平成25年）11月2日・3日
- 2014年（平成26年）11月1日・2日
- 2015年（平成27年）10月31日・11月1日
- 2016年（平成28年）10月29日・30日
- 2017年（平成29年）10月28日・29日（中止）[4]
- 2018年（平成30年）10月27日・28日
- 2019年（令和元年）10月19日・20日
- 2022年（令和4年）10月22日・23日[9]
  - この年以降2023年までの間は、2011年以前と同様に五位堂のみの開催に戻したため、高安での開催は廃止され、それにより急行の臨時停車も行われなくなった。
- 2023年（令和5年）
  - 春開催 4月22日[5]
  - 秋開催 10月21・22日[14]
- 2024年（令和6年）10月19日・20日
  - 2019年以来5年ぶりとなる高安開催を復活し、急行の臨時停車も再開した[19]

## きんてつオンライン鉄道まつり
- 2020年（令和2年）10月24日 - 12月13日[7]
- 2021年（令和3年）10月11日 - 12月12日[8]
- 2022年（令和4年）10月1日 - 11月30日[9]
- 2023年（令和5年）より鉄道まつりの入場制限が終了したため、オンライン鉄道まつりの開催は廃止された。